# Karakol (Kirgizië)
Karakol (Kirgizisch: Каракол), van 1889 tot 1921 en van 1939 tot 1991 Przjevalsk genoemd, is de hoofdstad van de oblast Ysykköl in Kirgizië. Het is de oudste resterende nederzetting rond het Issyk Koelmeer. De haven van Karakol, Pristan-Prezjevalsk, ligt op 12 kilometer ten noorden van Karakol. Het is een plek waar nogal wat Datsja's uit de Sovjet-Unie terug te vinden zijn.
Karakol is in grootte de vierde stad van Kirgizië en is gelegen nabij het oostelijk uiteinde van het Issyk Koelmeer. De afstand tot de Chinese grens is ongeveer 150 km, tot de hoofdstad Bisjkek is het 380 km. De oppervlakte bedraagt 44 km², het aantal inwoners bedroeg in 2017 70.400 personen (beide inclusief de deelgemeente Pristan-Przjevalsk).

## Geschiedenis
Na de vestiging van een Russische militaire post in juli 1869, groeide Karakol in de 19e eeuw toen onderzoekers de pieken en valleien in kaart kwamen brengen, die Kirgizië van China scheidden. In de jaren 1880 nam het aantal bewoners flink toe door een toestroom van Dungans, Chinese moslims die vluchtten voor oorlogsgeweld in China.
In 1888 overleed de Russische ontdekkingsreiziger Nikolaj Przjevalski in Karakol aan tyfus, terwijl hij een expeditie naar Tibet voorbereidde. Ter ere van hem werd de naam van de plaats veranderd in Przjevalsk. Na plaatselijke protesten kreeg de stad in 1921 zijn oude naam weer terug, maar in 1939 werd het weer Przjevalsk in verband met zijn 100e geboortejaar. Dat bleef zo tot het uiteenvallen van de Sovjet-Unie in 1991. De naam van de ontdekker leeft nog voort in het nabijgelegen Pristan-Przhevalsk.
Het Issyk-Koelmeer werd door Sovjetmilitairen gebruikt voor het testen van voortstuwings- en geleidesystemen van torpedo's. In Karakol woonden dan ook vrij veel militairen met hun gezinnen. Tegenwoordig is Karakol een belangrijke plaats voor toeristen die het meer en de bergen bezoeken.
De belangrijkste economische activiteiten zijn tegenwoordig handel en lichte industrie, met name de verwerking van agrarische producten, en toerisme. De bergachtige omgeving biedt mogelijkheden voor trektochten en skiën.

## Demografie
Karakol is na Bishkek, Oš, en Dzjalal-Abad de vierde stad van Kirgizië, in 2017 bedroeg het aantal inwoners 70.400.
De bevolking bestaat uit: Kirgiezen 68%, Russen 18%, Oeigoeren 4%, Oezbeken 3%, Tataren 2% en Dungans 1,5%.

## Geografie
De stad ligt op een hoogte van 1690 meter midden in het Centraal-Tiensjangebergte, dat onder andere door Noord-Kirgizië loopt. De belangrijkste bergketens van dit gebergte zijn de Terskey Ala-Too en de Ak-Shiyrak. Het Issyk Koelmeer of Ysykköl is het grootste meer van het land en het op een na grootste bergmeer ter wereld, met een lengte van 182 km en een breedte van 60 km. Hoewel het wordt omringd door met sneeuw bedekte bergpieken, bevriest het meer nooit, waardoor het de Kirgizische naam Ysykköl ("warm meer") heeft gekregen.

##### Klimaat
Karakol heeft een gematigd continentaal klimaat, code Dfb volgens de klimaatclassificatie van Köppen.
De maximumtemperatuur overdag varieert van -4,7 °C in januari tot 25,5 °C. in juli. De nachtelijke minima zijn gemiddeld -16,1 °C in januari tot 12,5 °C in juli. De neerslag bedraagt ongeveer 400 mm per jaar; de maanden mei t/m augustus zijn het minst droog met rond 55 mm regen per maand.

## Bezienswaardigheden

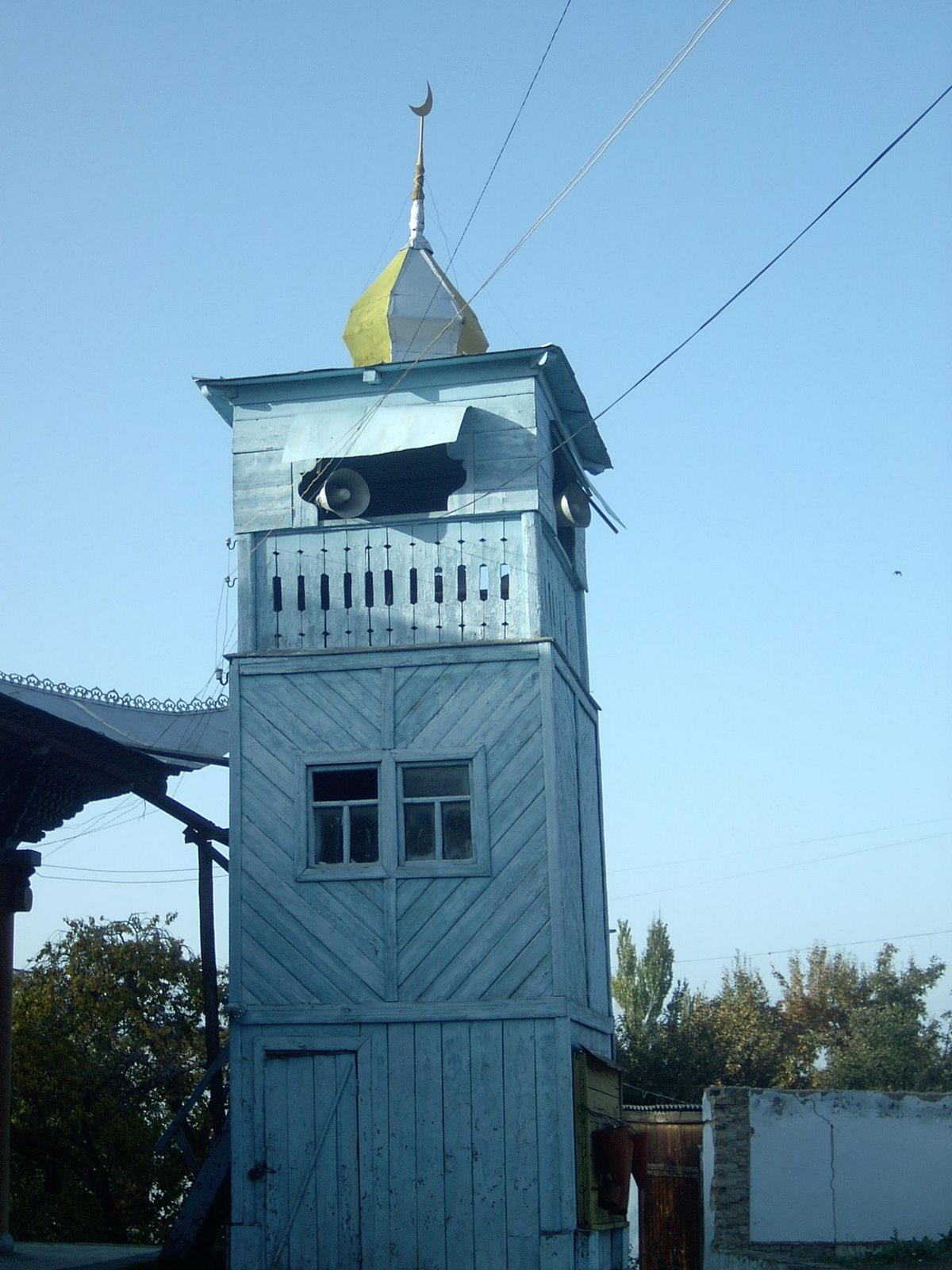
Minaret van de Dunganmoskee

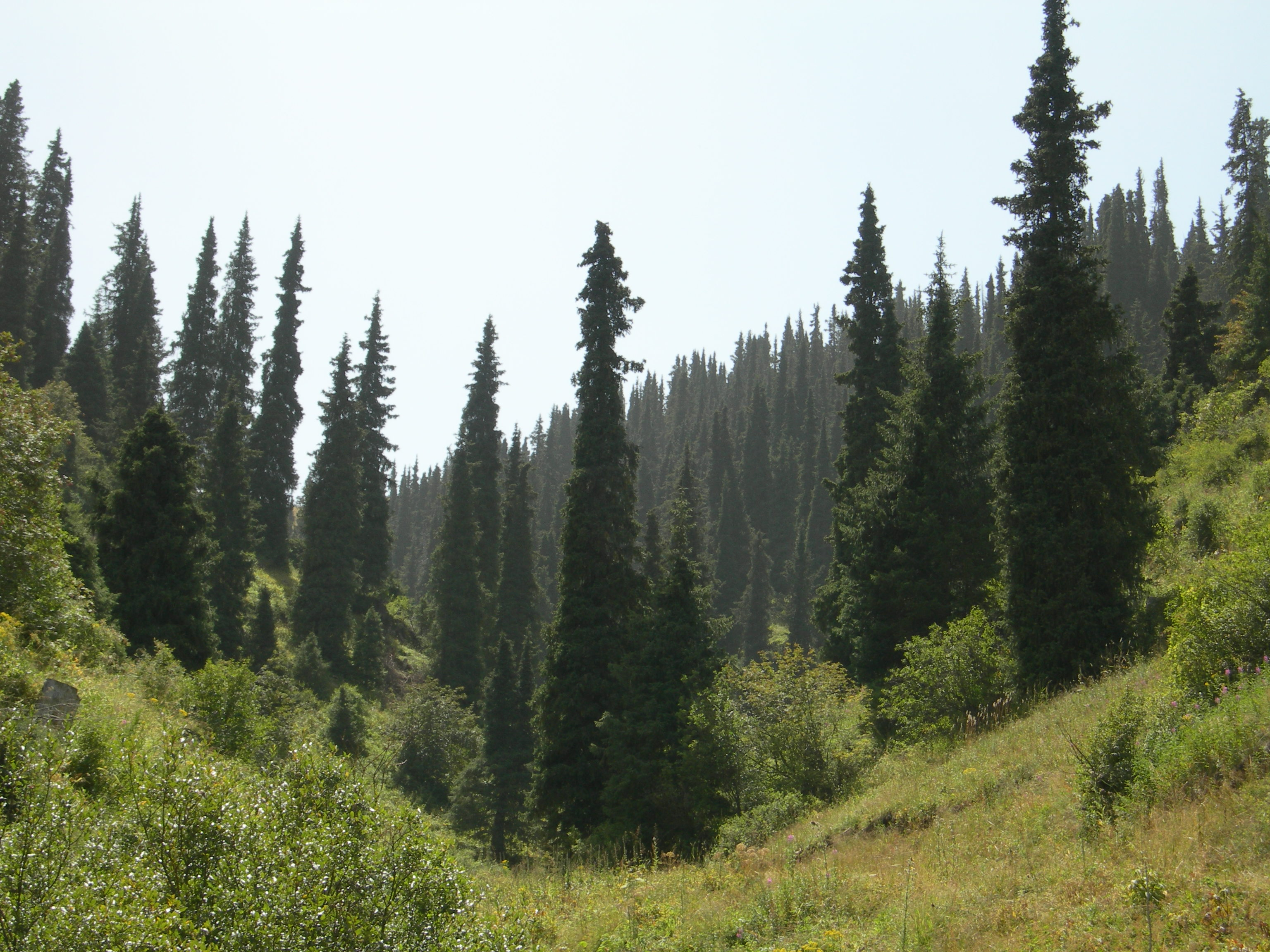
Kloof van Karakol

Karakol is een van Kirgiziës belangrijkste toeristische bestemmingen, een geschikt startpunt voor trek- en skitochten in de bergen ten zuiden en oosten van de stad. Er wonen verschillende bevolkingsgroepen in Karakol, wat aan het gevarieerde straatbeeld te zien is.
Het graf van Przjevalski, een park en een klein museum, gewijd aan Russische ontdekkingstochten in Centraal-Azië, zijn te vinden in Pristan Przjevalski, 9 km ten noorden van de stad. 
Een skigebied op 20 minuten van de stad biedt mogelijkheden voor afdalingen en skitochten op zowel geprepareerde hellingen als door bossen.

### Russisch Orthodoxe kathedraal
De kathedraal was oorspronkelijk van steen gebouwd in 1872, toen Karakol een garnizoensstad was aan de rand van het Russisch keizerrijk. Na in 1890 te zijn verwoest door een aardbeving, werd de huidige kathedraal van hout gebouwd, op een bakstenen basis. De herbouw duurde tot 1895. Tijdens de herbouw diende een joert als kerk. Bij een anti-Russische opstand in 1916 werden de aanwezige monniken vermoord.
Na de Russische Revolutie van 1917 heeft de kerk ook dienstgedaan als school, sporthal, theater, danszaal en als opslagplaats voor kolen. In 1991, na de onafhankelijkheid van Kirgizië, gaven de plaatselijke autoriteiten het gebouw aan de kerk terug met de voorwaarde dat alle toekomstige restauraties de verantwoordelijkheid van de kerk zijn.

### Moskee van de Doenganen
De moskee werd op initiatief van Ibrahim Aji gebouwd voor de Doenganen. Hij nodigde de bekende architekt Chou Seu uit Peking uit, met 20 vakmensen die bekend waren met traditionele Chinese architectuur en -techniek om de moskee te bouwen. De bouw duurde van 1904 tot 1910. Bij de bouw zijn geen spijkers gebruikt. De moskee telt 42 pilaren en rondom is het gebouw gedecoreerd met afbeeldingen van planten en vruchten. Tussen 1929 en 1947 is het gebouw gebruikt als opslagplaats. Daarna werd het aan de moslimgemeenschap teruggegeven en ging weer dienstdoen als moskee. Het is nu een beschermd historisch monument en geopend voor bezoekers.

### Przjevalski museum
Nikolaj Przjevalski was een van de eerste wetenschappelijk geografen die de geografie, flora en fauna van Centraal-Azië bestudeerde. Vanaf 1870 organiseerde hij vier grote expedities naar Mongolië, China en Tibet. Hij beschreef de natuur, het reliëf en het klimaat van deze gebieden en ontdekte 200 plantensoorten. Przjevalsky legde ook een zoölogische collectie aan van enkele duizenden soorten dieren, vogels, vissen en insecten. In 1888 overleed hij aan tyfus aan het begin van de vijfde expeditie naar Centraal-Azië. Hij werd begraven aan de oever van het Issyk-Koelmeer niet ver van Karakol. Het museum ter gedachtenis aan hem werd geopend in april 1957.

### Karakol Historisch Museum
Dit kleine museum was voor de revolutie het zomerhuis van de koopmansfamilie Iliana. In 1918-1920 was het het hoofdkwartier van het regionale revolutionaire comité, in 1948 werd er een museum van gemaakt. Tot de collectie behoren voorwerpen van de scythen zoals grote bronzen potten, gevonden bij het Issyk-Koelmeer, die ook te zien zijn op rotstekeningen in het gebied. Voorts worden traditioneel Kirgiezische lederwaren, vilten muurbekleding en geweven decoraties voor het interieur van joerten tentoongesteld. Er is een kleurrijke collectie kostuums, bewerkte zilveren sieraden en Kirgiezische kunst. Ook is er een afdeling over de flora en fauna van de regio, waarvan veel soorten op de rode lijst staan.

### Veemarkt
Iedere zondagochtend vindt een van de grootste veemarkten van Kirgizië plaats op ongeveer 2 km noord van het centrum. Schapen worden vaak in de kofferbak van een auto, of in een pick-up aan- en afgevoerd. Er worden paarden verhandeld, rijk versierde lederen zadels en andere accessoires. Te voet ligt deze bazaar op 25 minuten van het centrum.

### Jeti-Ögüz en watervallen

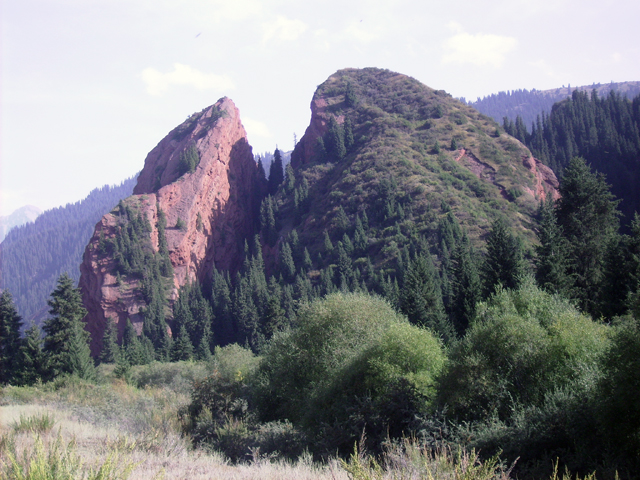
Gebroken-hart rots

Het natuurgebied Jeti-Ögüz (zeven stieren) is een bergkloof van 37 km lengte, die begint op 30 km ten zuidwesten van Karakol. Ze is bekend om de monumentale bergkam met roodkleurige rotsformaties. De rotsen zijn uitgesleten door een riviertje vanuit de Terskey Alatoo-bergen. Erosie heeft de rotsen in zeven stukken gespleten, die doen denken aan de koppen van stieren. Op een andere plek is het 'gebroken hart' te zien, een rode rots in die vorm. Hieraan zijn verschillende legenden verbonden. Op een hoogte van 2200 meter ligt een resort met warme therapeutische bronnen.
In een geologisch beschermd gebied, opgericht in 1975 en bereikbaar via de A-363 en A-364 (90 km van Karakol), komen in de vallei van de Barskaun-rivier twee watervallen vanaf de berghelling omlaag.

### Zoutmeer
Het zoutmeer of "dode meer van Kirgizië" werd in het jaar 2001 opengesteld als toeristische bestemming. Door het hoge zoutgehalte van 132 gram per liter kan men op het water drijven. Wegens de vermeende geneeskrachtige werking van het water, en van de modder die onder het aardoppervlak wordt verhit, is het een populaire plek voor een uitstapje.

## Afbeeldingen

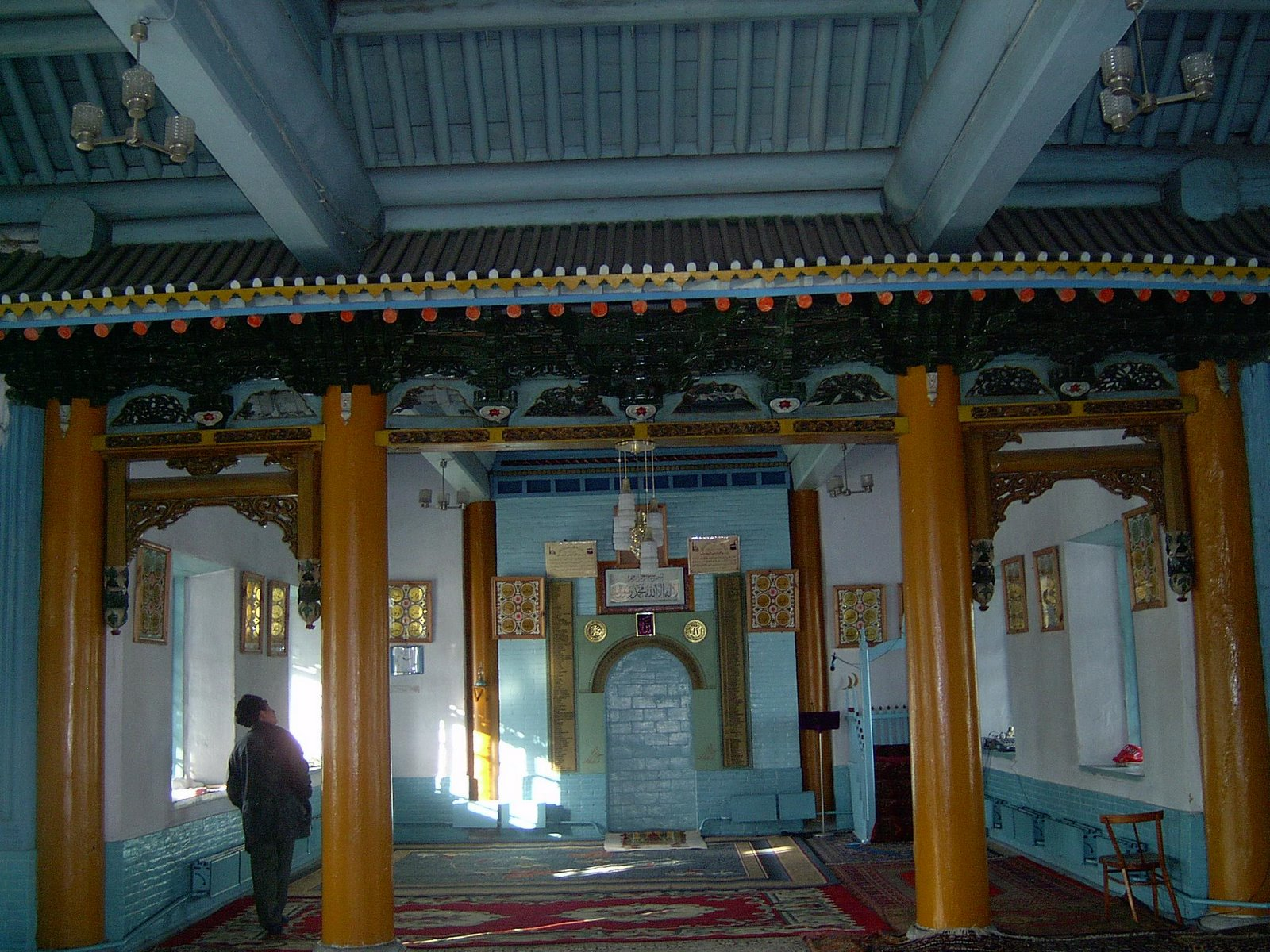
Interieur Dungans-moskee
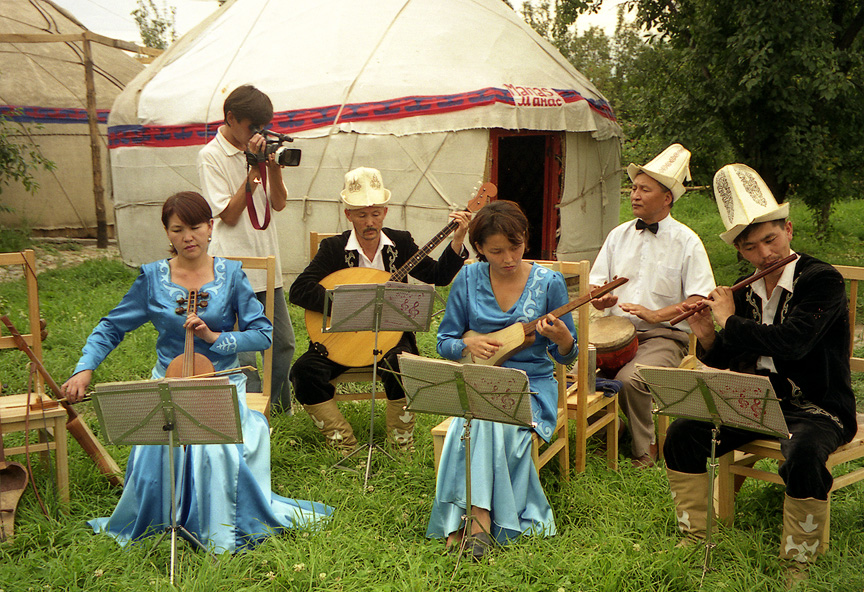
Traditionele muzikanten in Karakol
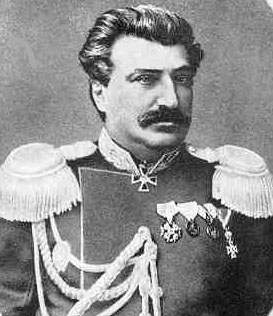
Nikolaj M. Przjewalski, 1888 in Karakol overleden
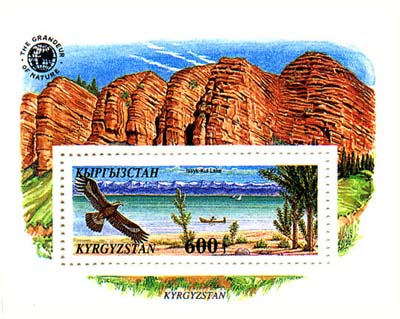
Postzegel met de "zeven stieren" (1995)
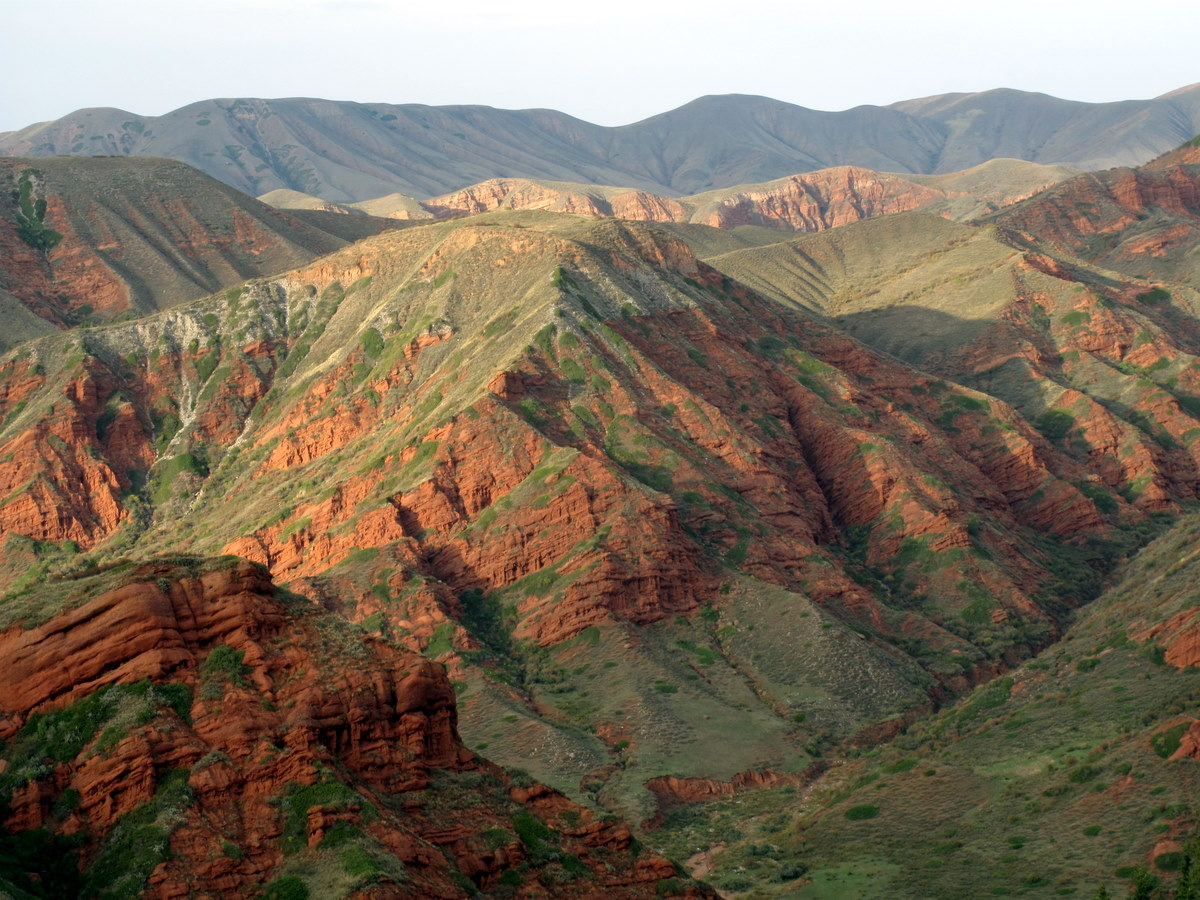
Rode rotsformatie (2009)